# Большой пегий зимородок
Большой пегий зимородок, или пёстрый зимородок (лат. Megaceryle lugubris) — вид птиц семейства зимородков. Один из крупнейших зимородков на азиатском континенте.

## Описание
Большой пегий зимородок достигает длины 43 см. На голове заметен хохол. Оперение с серо-белыми крапинами. Грудь и шея белого цвета. У самца на шее тонкая полоса красного цвета. Большой пегий зимородок предпочитает селиться по берегам быстрых горных рек, имеющих каменистое дно и многочисленные перекаты. Как и другие зимородки, он питается в основном мальками и мелкой рыбой. Пары устраивают гнезда в норах, которые выкапывают в обрывистых берегах.

## Распространение
Большой пегий зимородок обитает на японских островах, в Корее, в Центральном Китае до Гималаев. Характерным местообитанием являются горные ручьи. На территории России гнездится только на о. Кунашир (южные Курильские острова). Впервые его наблюдали там 18 и 20 сентября и в начале октября 1948 года.

## Питание
Питается в основном мелкой рыбой. На Кунашире ловит главным образом молодь мальмы (Salvelinus malma) и других лососёвых рыб. В состав рациона входят также мелкие ракообразные (Amphipoda, Isopoda), личинки водных насекомых, в основном ручейники (Trichoptera). Отыскивает добычу главным образом в реках и озёрах, но иногда и в прибрежной полосе моря.